# Adeodato García Valenzuela
Adeodato García del Postigo Valenzuela (Coltauco, 29 de diciembre de 1864-22 de diciembre de 1935) fue un médico cirujano y masón chileno, fundador del periódico El Cóndor de Santa Cruz. Ejerció como Gran Maestro de la Gran Logia de Chile entre junio y septiembre de 1924.

## Familia y estudios
Nació en Coltauco el 29 de diciembre de 1864, hijo de Adeodato García del Postigo y de la Vega, y de María de la Cruz Valenzuela y Merino. Realizó sus estudios superiores en la Escuela de Medicina de la Universidad de Chile, titulándose como médico cirujano.
Se casó en Santiago de Chile, el 6 de enero de 1898, con Zulema Valenzuela Basterrica, con quien tuvo cinco hijos: Raúl, René, Rubén, Raquel y Hernán. René, nacido en 1903, también fue médico cirujano y masón; ejerciendo como gran maestro de la Gran Logia en varios períodos diferentes.

## Carrera pública
El 17 de mayo de 1886, viajó a Europa, enviado por el gobierno del presidente Domingo Santa María con el objetivo de perfeccionar sus estudios de medicina. Retornó al país en 1891 y pasó a desempeñarse como profesor en la Universidad de Chile.
Posteriormente, el 17 de agosto de 1917, fundó el periódico El Cóndor, ubicado en la ciudad de Santa Cruz.
El 13 de mayo de 1902 se hizo miembro de la masonería, integrándose en la Logia "Justicia y Libertad" n° 5, de Santiago. Más adelante, se afilió a la Logia "Estrella de Chile" n° 17, asumiendo un rol destacado en la Gran Logia Simbólica, creada por disidentes durante una separación en 1903. Dejó el cargo en 1904, para sumarse a la Logia "Drei Ringe", de la correspondencia.
En 1910, se regularizó y regresó a la Logia  "Justicia y Libertad" n° 5 y, en 1912, fundó la Logia "Unión Fraternal" n° 1, siendo además venerable maestro de la misma. A continuación, se incorporó al directorio de la Gran Logia de Chile como gran secretario general y miembro del consejo directivo del gran maestro Alfredo Melossi Hutchinson. Además, fungió como director de la imprenta masónica Camilo Henríquez y fue presidente de la Sociedad Escuelas "Camilo Henríquez" y de la Sociedad Escuelas "El Porvenir".
El 8 de junio de 1924, fue elegido como gran maestro de la Gran Logia. Durante su gestión, dio a conocer a la prensa las dependencias de la organización y explico los objetivos de la misma. Por otra parte, se fundó el «Sindicato Médico Masónico», y fue criticado por periodistas opositores, quienes llegaron a atacar su domicilio mediante un atentado explosivo. En septiembre del mismo año, presentó su renuncia al cargo, siendo sucedido de manera interina por el diputado de la Logia, Manuel Guzmán Maturana.
Inmediatamente, en ese mismo mes, fue nombrado por el presidente liberal Arturo Alessandri como gobernador del Departamento de Santa Cruz, función que dejó el 12 de septiembre de 1927.
Falleció el 22 de diciembre de 1935, a los 70 años.